# 그린 베레 (영화)
그린 베레(The Green Berets)는 미국에서 제작된 존 웨인, 레이 켈로그 감독의 1968년 드라마, 전쟁 영화이다. 존 웨인 등이 주연으로 출연하였고 마이클 웨인 등이 제작에 참여하였다.

## 등장인물

### 주연
- 존 웨인
- 데이비드 잰슨

### 조연
- 짐 허튼
- 알도 레이
- 레이몬드 세인트 자크
- 브루스 가보
- 잭 수
- 조지 타케이
- 패트릭 웨인
- 루크 아스쿠
- 아이린 수
- 에드워드 포크너
- 제이슨 에버스
- 마이크 헨리
- 척 로버슨
- 에디 도노
- 베라 마일즈
- 찰스 베일
- 제스 베이커
- 월커 에드미스턴
- 클리프 라이온스
- 제임스 세이
- 빌 섀넌
- 랠프 볼키
- 딕 워락

## 제작진
- 원작자: 로빈 무어
- 미술: 월터 M. 시몬즈